# Шпреталь (коммуна)
Шпреталь или Спре́вины-Дол (нем. Spreetal; в.-луж. Sprjewiny Doł) — коммуна в Германии, в земле Саксония. Подчиняется административному округу Дрезден. Входит в состав района Баутцен. Занимает площадь 108,73 км².
Почти четверть территории коммуны занимает Западный отдел «Военного полигона Верхняя Лужица», который располагается в юго-восточной части коммуны.

## Сельские округа
Коммуна подразделяется на 7 сельских округов.
- Бург (Bórk)
- Бургнойдорф (Nowa Wjes)
- Бургхаммер (Bórkhamor)
- Нойштадт/Шпрее (Nowe Město), в состав также входит населённый пункт Дашки
- Церре (Drětwja)
- Шпревиц (Sprjejcy)
- Шпреталь (Sprjewiny Doł)

## Население
Входит в состав культурно-территориальной автономии «Лужицкая поселенческая область», на территории которой действуют законодательные акты земель Саксонии и Бранденбурга, содействующие сохранению лужицких языков и культуры лужичан. Официальным языком в населённом пункте, помимо немецкого, является лужицкий.
Население составляет 2070 человек (на 31 декабря 2010 года).